# 气旋法比恩
超强气旋法比恩，（英语：Tropical Storm Fabien）是2023北印度洋气旋季和2022—23西南印度洋气旋季的一部分.

## 气象历史
5月12日，一個低壓在迪戈加西亞島東北方形成，美國海軍研究實驗室給予擾動編號92S。
5月13日下午3時，留尼旺氣象部將其判定為一熱帶擾動，給予編號10。 
5月14日上午9時，留尼旺氣象部將其升格熱帶低氣壓。下午2時，留尼旺氣象部將其升格為中度熱帶風暴，並由模里西斯氣象局命名為法比安（Fabien）。下午3時，聯合颱風警報中心將其升格為熱帶風暴，給予熱帶氣旋編號19S。
5月15日凌晨3時，留尼旺氣象部將其升格為強烈熱帶風暴。上午時，聯合颱風警報中心將其升格為一級熱帶氣旋。晚間9時，留尼旺氣象部將其升格為熱帶氣旋。同時，聯合颱風警報中心將其升格為二級熱帶氣旋。